# Robert Strauß (calciatore)
Robert Strauß (Oettingen in Bayern, 7 ottobre 1986) è un ex calciatore tedesco, di ruolo centrocampista.

## Palmarès

### Club

#### Competizioni nazionali
- 3. Liga: 1

Heidenheim: 2013-2014